# Slick Watts
Donald Earl Watts, detto Slick (Rolling Fork, 22 luglio 1951 – 15 marzo 2025), è stato un cestista statunitense, professionista nella NBA.

## Biografia
È noto per la fascetta che indossava sempre per evitare che le gocce di sudore, scivolando dalla sua testa, gli andassero negli occhi. Nel 1976 chiude la stagione come migliore in assist e palle rubate, diventando il primo di sempre a riuscirci. Sempre nello stesso anno gli viene conferito il J. Walter Kennedy Citizenship Award.
Dopo essersi ritirato dalla NBA, Watts è stato, fino al 2017, insegnante di educazione fisica e allenatore di pallacanestro presso scuole nell'area di Seattle, dove è molto amato dai tifosi.

## Statistiche
| * | Primo nella lega |

### NBA

#### Regular season
| Anno      | Squadra          | PG  | PT | MP   | TC%  | 3P% | TL%  | RP  | AP   | PRP  | SP  | PP   |
| --------- | ---------------- | --- | -- | ---- | ---- | --- | ---- | --- | ---- | ---- | --- | ---- |
| 1973-1974 | Seattle S.Sonics | 62  | -  | 23,0 | 38,8 | -   | 64,5 | 2,9 | 5,7  | 1,9  | 0,2 | 8,0  |
| 1974-1975 | Seattle S.Sonics | 82  | -  | 25,1 | 42.1 | -   | 60,8 | 3,2 | 6,1  | 2,3  | 0,1 | 6,8  |
| 1975-1976 | Seattle S.Sonics | 82  | -  | 33,9 | 42,7 | -   | 57,8 | 4,5 | 8,1* | 3,2* | 0,2 | 13,0 |
| 1976-1977 | Seattle S.Sonics | 79  | -  | 33,3 | 42,2 | -   | 58,7 | 3,9 | 8,0  | 2,7  | 0,3 | 13,0 |
| 1977-1978 | Seattle S.Sonics | 32  | -  | 25,3 | 40,4 | -   | 56,6 | 2,5 | 4,2  | 1,7  | 0,4 | 7,8  |
| 1977-1978 | Utah Jazz        | 39  | -  | 19,9 | 38,1 | -   | 60,2 | 2,5 | 4,1  | 1,4  | 0,4 | 7,2  |
| 1978-1979 | Houston Rockets  | 61  | -  | 17,1 | 40,5 | -   | 61,2 | 1,7 | 4,0  | 1,2  | 0,2 | 3,7  |
| Carriera  | Carriera         | 437 | -  | 26,3 | 41,3 | -   | 59,7 | 3,2 | 6,1  | 2,2  | 0,3 | 8,9  |

#### Play-off
| Anno     | Squadra          | PG | PT | MP   | TC%  | 3P% | TL%  | RP  | AP  | PRP | SP  | PP   |
| -------- | ---------------- | -- | -- | ---- | ---- | --- | ---- | --- | --- | --- | --- | ---- |
| 1975     | Seattle S.Sonics | 9  | -  | 31,3 | 46,2 | -   | 53,8 | 3,7 | 7,1 | 3,0 | 0,4 | 11,1 |
| 1976     | Seattle S.Sonics | 6  | -  | 32,8 | 43,5 | -   | 47,8 | 3,0 | 8,2 | 2,0 | 0,3 | 11,8 |
| 1979     | Houston Rockets  | 2  | -  | 21,5 | 40,0 | -   | 66,7 | 3,5 | 3,5 | 2,0 | 0,5 | 7,0  |
| Carriera | Carriera         | 17 | -  | 30,7 | 44,6 | -   | 51,9 | 3,4 | 7,1 | 2,5 | 0,4 | 10,9 |

## Palmarès
- NBA All-Defensive First Team (1976)
- Miglior assistman della stagione (1976)
- Migliore nelle palle rubate della stagione (1976)
- Sesto migliore giocatore di sempre per palle rubate a partita NBA in regular season (2,20 palle rubate a partita)